# Helicopsyche cotopaxi
Helicopsyche cotopaxi är en nattsländeart som beskrevs av Lazar Botosaneanu och Oliver S. Flint Jr. 1982. Helicopsyche cotopaxi ingår i släktet Helicopsyche och familjen Helicopsychidae. Inga underarter finns listade i Catalogue of Life.